# Kačna jama
Kačna jama je kraška jama v bližini Divače, ki se nahaja na nadmorski višini 435 metrov. Jama je globoka 280 metrov, dolga pa je 20.200 metrov, kar jo uvršča na tretje mesto po dolžini v Sloveniji. 
Vhod v jamo se začne v veliki vrtači, naravni most na dnu vrtače pa ločuje dve brezni, ki tvorita vhod v Kačno jamo. Brezni se v globini 80 m pri Obrsnelovi polici združita, potem pa se enotno brezno zopet razdeli, tokrat na tri vzporedna brezna. Vsa tri brezna se na koncu zopet združijo in se končajo v stropu 60 m visoke Vhodne dvorane. Skozi jamo poteka tudi del podzemnega toka reke Reke.